# كأس العالم للكرة الطائرة 2015
كأس العالم للكرة الطائرة 2015 هو الموسم 13 من كأس العالم لكرة الطائرة للرجال. أقيم خلال الفترة 8 سبتمبر 2015 وحتى 23 سبتمبر 2015، وأشرف على تنظيمه الاتحاد الدولي للكرة الطائرة، وكان عدد الأندية المشاركة فيه 12، وفاز فيه منتخب الولايات المتحدة لكرة الطائرة.